# Club Polideportivo Sanvicenteño
El Club Polideportivo Sanvicenteño es un club de fútbol de España, de la población de San Vicente de Alcántara (Badajoz). Sus orígenes se remontan a 1957 y actualmente juega en el Grupo 2 de la Primera División Extremeña.

## Historia
Fundado en 1957 bajo las siglas de Club Deportivo Sanvicenteño, pronto empezaría a ser conocido popularmente como el Sanvi. Su fundador fue el empresario corchero de origen catalán D. Ángel Gruart Deu, cambiando su denominación a partir de 1967 por la de Sanvicenteño Fútbol Club, para en 2001 tomar la actual de Club Polideportivo Sanvicenteño.
Ha militado durante largas temporadas en categoría nacional Tercera División, donde su mejor posición es el 5.º puesto de la temporada 1986/87 e incluso disputó una eliminatoria de la Copa del Rey ante la Unión Deportiva Salamanca, por la que fue eliminada en tercera ronda del torneo copero, pero durante muchos años fue un equipo ascensor.
Sin embargo, la mala gestión llevada a cabo por los dirigentes y la actitud de los jugadores que militaban en el equipo en la temporada 2000/01, que no se presentaron a un partido, hizo que fuese sancionado fuertemente. En ese momento se produjo la refundación del Club, con gran implicación del Ayuntamiento de San Vicente de Alcántara, con la denominación actual, y la temporada 2001/02 comenzó en Primera Regional, la categoría más baja en el fútbol extremeño.
Consiguió ascender esa misma temporada, disputando durante tres temporadas consecutivas Regional Preferente, comenzando en la 2002/03 en el Grupo 1 y continuando las dos siguientes en el Grupo 2 donde ocupó los puestos de 3.º clasificado y campeón.
En la temporada 2006/2007 militó en el Grupo XIV de Tercera División española, donde luchó por la permanencia tras lograr el ascenso desde Regional Preferente. Logró su objetivo, gracias a una victoria propia en Moraleja por 1-3 en la última jornada y la derrota del Olivenza en casa frente al Coria.
En la temporada 2007/2008 volvió a mantenerse en Tercera División, gracias a una victoria propia frente al Miajadas por 1-0. Fue el adiós de una política de jugadores de la casa, cerrándola con la despedida del técnico local Juan José.
En la temporada 2008/09 se introdujo un cambio de política en cuanto a fichajes para lograr cotas mayores, pero repitió por tercera temporada consecutiva su permanencia en Tercera División en la última jornada con el entrenador pacense Juan Garcia, merced a la victoria en casa frente al CD Don Benito por 2-0, finalizando en decimocuarto lugar.
En la temporada 2009/2010 realizó una gran campaña logrando una meritoria novena posición en la tabla clasificatoria con Víctor López como entrenador, consiguiendo el segundo mejor puesto de su historia en Tercera División. Repitió hazaña el Sanvicenteño en la temporada 2010/2011 de nuevo, de la mano de Víctor López y finalizó en la décima posición.
En la temporada 2011/2012 el Sanvicenteño descendió a Preferente, tras perder en Pueblonuevo en la última Jornada de la mano de técnico Antonio Becerra, dando así por finalizada una malísima temporada en los deportivo donde nunca encontró una estabilidad.
En la temporada 2012/2013, volvió el técnico de la casa que le llevó a tercera en el año 2006, Juan José González; con el afán de volver a la categoría perdida. Se confeccionó una gran plantilla, que consiguió en la liga regular unos números inmejorables. La plantilla la formaron un grupo amplio de jugadores de mayor categoría alternándola con jugadores de futuro, siendo la mayor parte de la localidad corchera exceptuando algunos jugadores que mejoraron el plantel. En la fase de ascenso, paso su primera ronda eliminando al CP Oliva al que venció en los dos encuentro disputados, pero perdió con el Olivenza FC en la fase final.
En la temporada 2013/2014 se dio continuidad al proyecto con Juanjo. Se fueron pilares fundamentales del año anterior como el capitán Óscar Palomo, el pichichi Emilio Tienza, el goleador Diego Mateos y la clase de Damián entre otros, por lo que se tomó  como alternativa los jóvenes del pueblo. Con un equipo formado por casi la totalidad por jugadores locales, algunos de la comarca y el fichaje de David Mora, se plantaron como campeones de grupo en la, de nuevo, injusta fase de ascenso venciendo al que era el favorito del grupo, el Moralo CP.
Tras la disputa de la mencionada fase de ascenso a tercera división, el Club Polideportivo Sanvicenteño tuvo que pasar dos eliminatorias para el retorno a tercera división en su grupo XIV.
En la primera fase, el sorteo le emparejó al EF Emérita Augusta que venía de ser cuarto en su grupo de preferente. El Sanvi, superó dicha fase tras empatar a cero goles en Mérida y vencer por dos goles a cero en la Ciudad Deportiva de San Vicente de Alcántara.
La segunda fase, y a la postre, fase final que decidió quien ascendía a categoría nacional, la suerte le deparo como rival al AD Llerenense de Llerena. Equipo con viejos conocidos del fútbol extremeño como su capitán Isidro (exjugador de Diter Zafra y UC La Estrella) o incluso un exjugador de Primera División como Marco Ortega que jugó en el Gimnástic de Tarragona. El Sanvi repitió resultado en la ida, empatando a cero y dejando todo abierto para la vuelta, haciendo este un encuentro más vibrante si cabía. En la vuelta, los pupilos de Juanjo, doblegaron con facilidad al conjunto de Campiña Sur por un contundente tres a cero, con goles de Antonio, Morro y Pique, cumpliendo así el sueño de volver a tercera y acompañando a dos grandes del fútbol extremeño, como son el CD.Badajoz 1905 y CP Moralo que pasaron sus eliminatorias.
En la temporada 2014-2015 el CP Sanvicenteño ajustándose a su presupuesto, volvió a la política de jugadores locales y de la zona, dando así continuidad al proyecto que consiguió el ascenso, pero con cambio en la presidencia del Club. Únicamente Mora partía como verdadero foráneo. También se unieron al proyecto Angelín del CP Alburquerque y Paco, tras su paso por el División de Honor del CD Diocesano. Aunque durante la temporada llegaron varios jugadores para tratar de ayudar al equipo como Pedro Juan, Jony e Isaac que volvía a San Vicente. El Sanvi consiguió mantener la categoría en la última jornada venciendo a domicilio en Valdivia por 1-2, tras un año atípico y complicado en lo futbolístico, tras múltiples lesiones e incluso el fallecimiento de una joven promesa como Javi Vicho. El Sanvi remó contra viento y marea y tras la dimisión de Juan José González como entrenador, llegó al banquillo el técnico pacense Santos Granados con el que se consiguió cumplir el objetivo en la última jornada. El Sanvicenteño logró finalmente una decimosexta plaza que le da derecho a jugar mínimo un año más en categoría nacional.
En la temporada 2015-2016 volvería a descender a la Primera División Extremeña, donde se ha mantenido siempre en los primeros puestos, incluso volviendo a jugar varios play off de ascenso sin conseguir aun el ansiado ascenso a la recién creada 3.ª Federación y con ello redondear a 20 sus participaciones en el quinto nivel del sistema de ligas de fútbol de España.
Durante las pretemporadas del club es habitual que se celebre el Trofeo Ciudad del Corcho exclusivo de la localidad.
Actualmente, la exposición del fútbol sanvicenteño se encuentra en la Sala de Trofeos de la Ciudad Deportiva Municipal.

## Denominaciones
- Club Deportivo Sanvicenteño (1957-1966)
- Sanvicenteño Fútbol Club (1967-2001)
- Club Polideportivo  Sanvicenteño (2001-)

## Temporadas
| Temporada | División     | Puesto | Copa del Rey |
| --------- | ------------ | ------ | ------------ |
| 1983/84   | 3.ª División | 16.º   |              |
| 1984/85   | 3.ª División | 11.º   |              |
| 1985/86   | 3.ª División | 10.º   |              |
| 1986/87   | 3.ª División | 5.º    |              |
| 1987/88   | 3.ª División | 15.º   | 3.ª Ronda    |
| 1988/89   | 3.ª División | 13.º   |              |
| 1989/90   | 3.ª División | 17.º   |              |
| 1990/91   | 3.ª División | 18.º   |              |
| 1991/92   | Regional     | 19.º   |              |
| 1992/93   | 1.ª Regional | 1.º    |              |
| 1993/94   | Regional     | 3.º    |              |
| 1994/95   | Regional     | 1.º    |              |
| 1995/96   | 3.ª División | 18.º   |              |
| 1996/97   | Regional     | 8.º    |              |
| 1997/99   | Regional     | 5.º    |              |
| 1998/99   | Regional     | 1.º    |              |
| 1999/00   | 3.ª División | 15.º   |              |
| 2000/01   | 3.ª División | 19.º   |              |

| Temporada | Categoría           | Puesto | Copa del Rey |
| --------- | ------------------- | ------ | ------------ |
| 2001/02   | Regional            | 20.º   |              |
| 2002/03   | 1.ª Regional        | 2.º    |              |
| 2003/04   | Regional            | 6.º    |              |
| 2004/05   | Regional            | 3.º    |              |
| 2005/06   | Regional            | 1.º    |              |
| 2006/07   | 3.ª División        | 15.º   |              |
| 2007/08   | 3.ª División        | 17.º   |              |
| 2008/09   | 3.ª División        | 14.º   |              |
| 2009/10   | 3.ª División        | 9.º    |              |
| 2010/11   | 3.ª División        | 10.º   |              |
| 2011/12   | 3.ª División        | 18.º   |              |
| 2012/13   | Regional Preferente | 1.º    |              |
| 2013/14   | Regional Preferente | 1.º    |              |
| 2014/15   | 3.ª División        | 16.º   |              |
| 2015/16   | 3.ª División        | 18.º   |              |
| 2016/17   | 1.ª Extremeña       | 6.º    |              |
| 2017/18   | 1.ª Extremeña       | 4.º    |              |
| 2018/19   | 1.ª Extremeña       | 10.º   |              |
| 2019/20   | 1.ª Extremeña       | 6.º    |              |
| 2020/21   | 1.ª Extremeña       | 3.º    |              |
| 2021/22   | 1.ª Extremeña       | 2.º    |              |
| 2022/23   | 1.ª Extremeña       | 6.º    |              |
| 2023/24   | 1.ª Extremeña       | 5.º    |              |
| 2024/25   | 1.ª Extremeña       | 4.º    |              |

## Uniforme
- Uniforme titular: camiseta blanca, pantalón blanco y medias blancas.
- Uniforme alternativo: camiseta roja, pantalón blanco y medias blancas.
- Patrocinador Principal: DIAM
- Marca Deportiva:  Nike

## Estadio
El Club Polideportivo Sanvicenteño juega sus partidos como local en la Ciudad Deportiva Municipal de San Vicente de Alcántara (perteneciente al excelentísimo ayuntamiento de la localidad), con capacidad para 5.000 espectadores, de los cuales, 1.000 pueden estar sentados.
Fue inaugurado el 28 de abril de 2007 con un partido que enfrentó al CP Sanvicenteño con el CD Castuera, partido perteneciente a la jornada 34.ª de la Tercera División retransmitido por las cámaras de Canal Extremadura, y que terminó con 2-0, con goles de Liebrosky y Óscar (desde el punto de penalti, tras repetir el lanzamiento hasta en tres ocasiones).
El último partido en el que había sido el estadio del club durante 50 años, el campo municipal de deportes de San Vicente de Alcántara, se disputó el 15 de abril de 2007 frente al Imperio de Mérida Club Polideportivo y acabó con resultado final de 0-1 a favor del equipo imperialista, con golazo de Lauri al meta del Sanvicenteño y hermano del mismo, Sebas.
Actualmente y tras la remodelación del campo municipal de deportes instalándole césped artificial ha vuelto este a ser el terreno de juego habitual.

## Datos del club
- Temporadas en Primera División: 0
- Temporadas en Segunda División: 0
- Temporadas en Segunda División B: 0
- Temporadas en Tercera División: 19
- Temporadas campeón de la fase regular Reg. Preferente: 7